# Pitthea famulita
Pitthea famulita är en fjärilsart som beskrevs av Holland 1920. Pitthea famulita ingår i släktet Pitthea och familjen mätare. Inga underarter finns listade i Catalogue of Life.